# Pierre angulaire de la paix (monument)
La pierre angulaire de la paix (平和の礎, Heiwa no Ishiji) est un monument situé à Itoman sur l'île d'Okinawa, au Japon commémorant la bataille d'Okinawa et le rôle d'Okinawa pendant la Seconde Guerre mondiale. Les noms de plus de deux cent quarante mille personnes qui ont perdu leur vie sont inscrits sur le mémorial.

## But
La pierre angulaire de la paix a été dévoilée le 23 juin 1995 lors du cinquantième anniversaire de la bataille d'Okinawa et la fin de la Seconde Guerre mondiale,. Elle a été érigée pour se souvenir de ceux qui ont perdu la vie dans la guerre,  pour méditer sur les leçons de la guerre et pour prier pour la paix perpétuelle,.

## Contexte politique
Construit sous l'administration de Masahide Ōta, et comme détaillé dans son livre intitulé "Okinawa: Heiwa no Ishiji" , le nom de "pierre angulaire de la paix" fait allusion au partenariat de sécurité américano-japonais. Ōta écrit : "Il ne serait pas exagéré de dire que la motivation qui a conduit à la construction de cette pierre angulaire de la paix est également devenu le point de départ pour les habitants d'Okinawa pour résoudre le problème des bases militaires". Lors de la visite en 2000 du président américain Bill Clinton du site où est situé le monument, ce dernier a prononcé un discours promettant des efforts pour réduire et consolider les bases américaines à Okinawa, comme convenu précédemment par les gouvernements américain et japonais,,. 

## Conception
Le monument comprend une série d'arcs concentriques composés de stèles en granit noir dont la forme est inspirée d'un paravent de type oriental,. Sur ces stèles sont inscrits les noms de tous ceux qui sont morts, sans distinction de nationalité et de statut, qu'ils furent civils ou militaires. Les noms sont inscrits en ordre horizontale de gauche à droite  et dans leur alphabet, selon le lieu d'origine,,. La série totalise quelque 116 stèles d'une longueur totale de 2 200 mètres. 

## Inscriptions
En date de juin 2015, 241 281 noms s'y trouvait inscrits. On dénombre ainsi 149 329 noms de la préfecture d'Okinawa, 77 380 noms d'autres préfectures du Japon, 14.009 des États-Unis, 365 de la République de Corée, 82 du Royaume - Uni, 82 de la Corée du Nord et 34 en provenance de Taïwan,. Les chiffres correspondent aux décès enregistrés au cours de la bataille d'Okinawa à partir du débarquement des soldats américains dans les îles Kerama le 26 mars 1945 jusqu’à la signature de la capitulation du Japon le 2 septembre 1945. S'y ajoute toutes les victimes d'Okinawa dans la guerre du Pacifique durant les quinze ans à partir de l'incident de Mukden, ainsi que ceux qui sont morts à Okinawa d'événements liés à la guerre dans l'année précédant la bataille et l'année après la cession. 

## Localisation
Le site choisi pour le mémorial est Mabuni Hill à Itoman, lieu du siège japonais et théâtre de violents combats à la fin de juin 1945, à la fin de la bataille d'Okinawa,,. La région fait partie du parc quasi national d'Okinawa Senseki (沖縄戦跡国定公園, Okinawa Senseki Kokutei Kōen). 